# مغانك العليا (بربرود الشرقي)
مغانك العلیا (بالفارسية: مغانک علیا) هي قرية تقع في إيران في قسم بربرود الشرقي الریفي. يقدر عدد سكانها بـ 59 نسمة بحسب إحصاء 2016.